# Джованні Бонацца
Джованні Бонацца (італ. Giovanni Bonazza 1654, Венеція — 1736, Падуя) — італійський скульптор доби бароко.

## Життєпис
Народився у Венеції. Майстерність скульптора опановував у Джусто Ле Кура (1627—1679) та Філіппо Пароді (1630—1702).
Працював у містах Венеції, Тревізо, Падуї та інших. Мав власну скульптурну майстерню. Приблизно у 1797 р. перебрався до Падуї.
Мав трьох синів, що теж стали скульпторами:
- Франческо Бонацца
- Томмазо Бонацца
- Антоніо Бонацца.

## Вибрані твори
- скульптури для церкви Санті Джовані е Паоло
- скульптури для церкви Санта Марія Глоріоза деі Фрарі
- скульптури для собору міста Тревізо
- вівтар собору Сан Антоно, Монтаньяна
- скульптури для колегіати, Кандіана
- Декоративні скульптури індіанців, парк вілли Бреда
- Міфологічні скульптури, парк вілли Пізані (Стра)
- Садово-паркова скульптура, алегорії погруддя «Місяці року», (Царське Село (музей-заповідник)), Старий сад
- алегоричні скульптури серії «Перебіг доби» (чотири скульптури — Ніч, Аврора, Полудень, Помираючий День або Вечір), Літній сад у Петербурзі. Алегорія Ночі у вигляді зажуреної жінки-красуні отримала посвяту у вірші російської поетеси Анни Ахматової.

## Фото одного твору

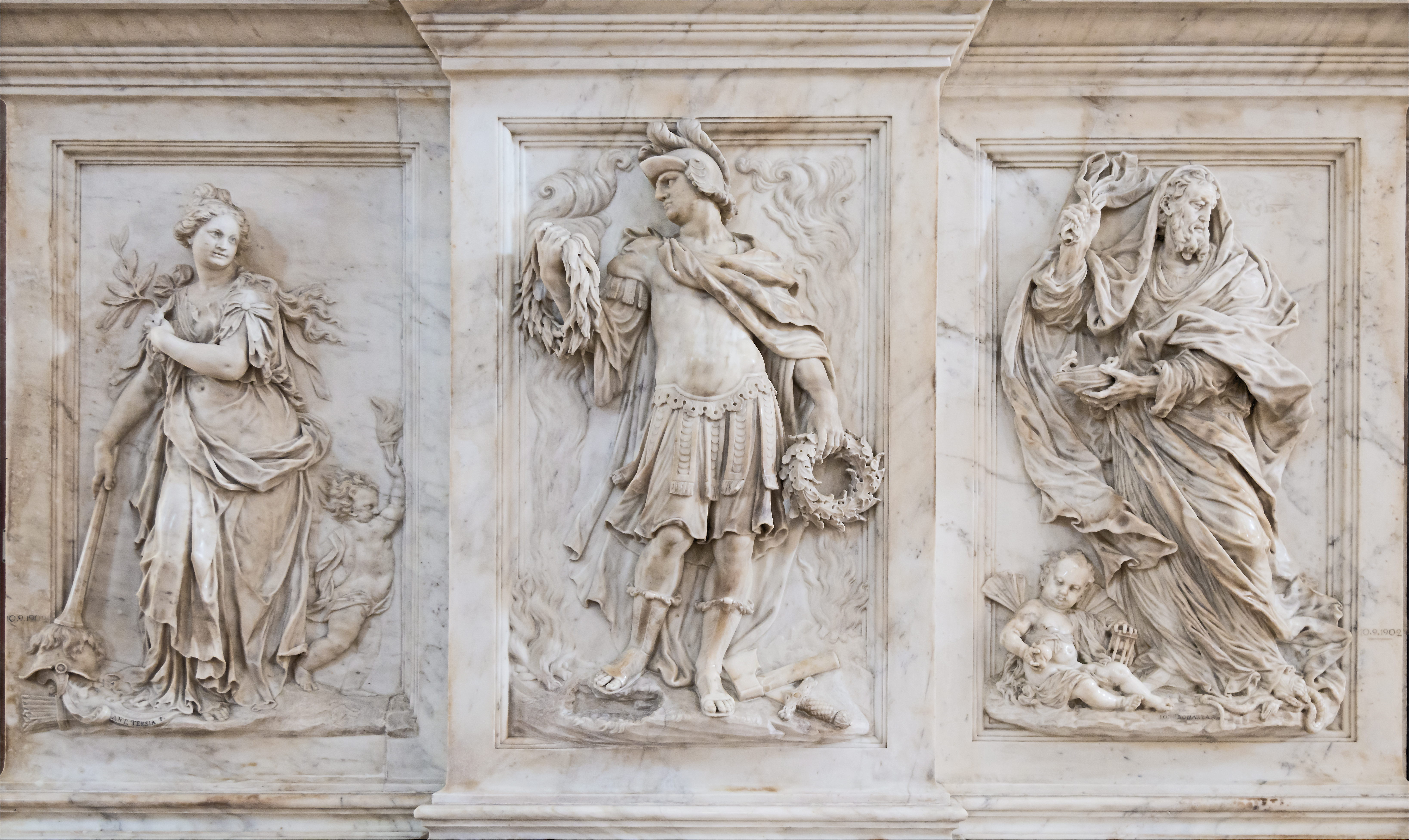
Джованні Бонацца. Рельєфи на надгробку родини Вальє, церква Сан Джованні є Паоло, Венеція.

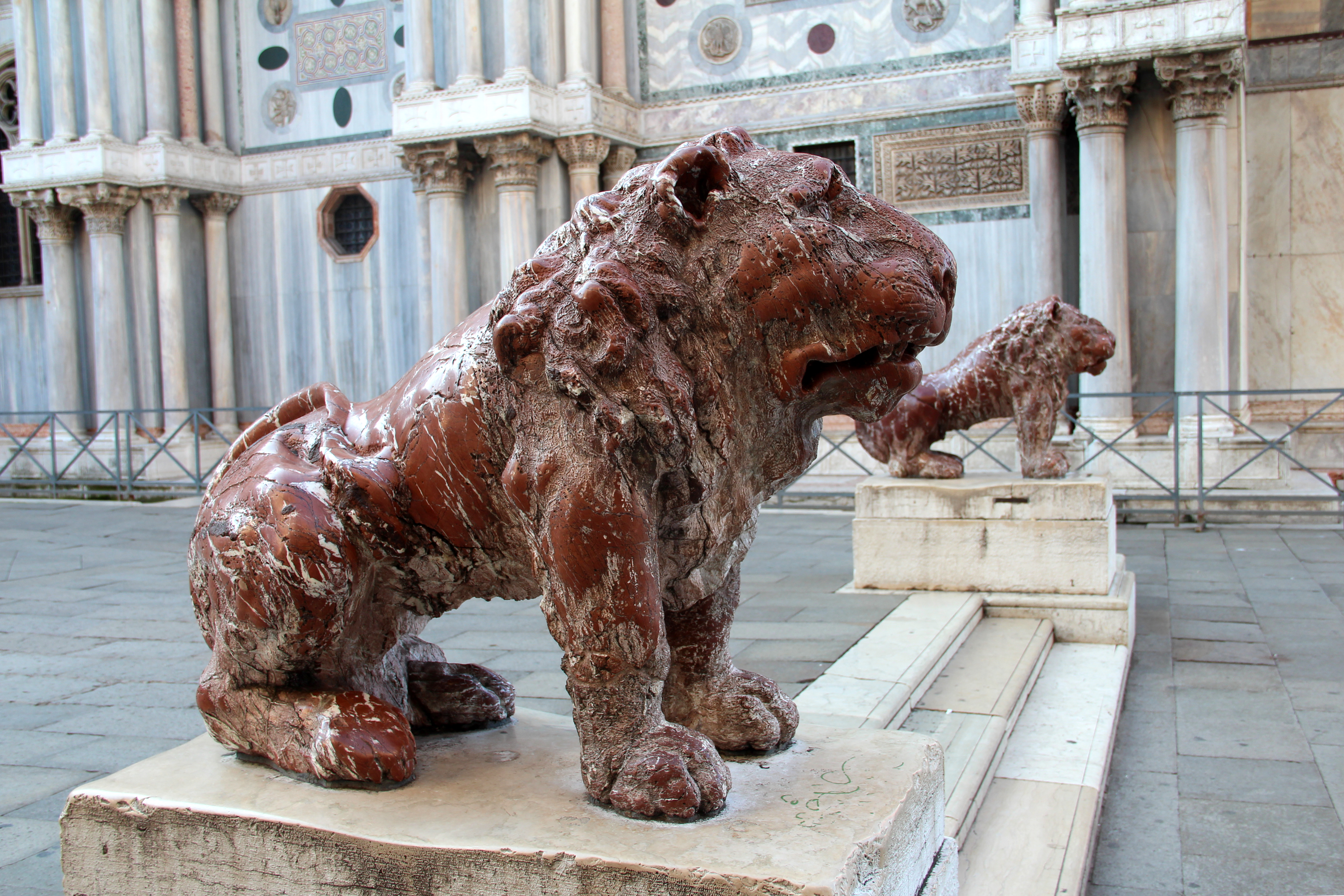
Веронські мармурові леви з площі Пьяццатта де Леончіні у Венеції.

## Див. також

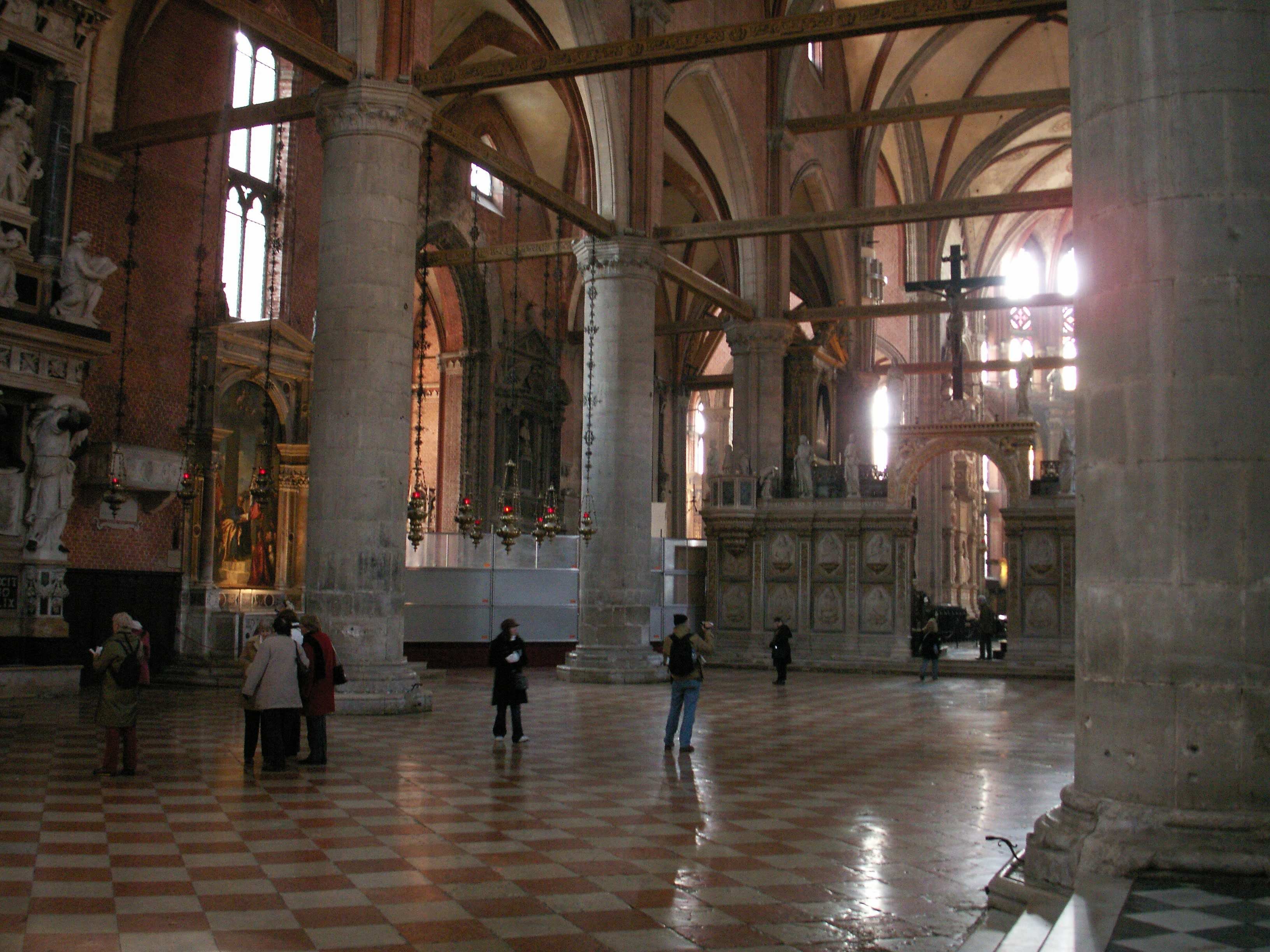
Базиліка Санта Марія Глоріоза деі Фрарі, інтер'єр